# 薩利赫·穆斯林
薩利赫·穆斯林·穆罕默德（：‎；阿拉伯语：‎；1951年—）是敘利亞北部羅賈瓦邦聯內主要政治勢力民主联盟党的共同主席。同時也是争取民主变革力量全国协调委员会的副協調員，為叙利亚内战中庫德人反對派的代表人物之一。
1970年代薩利赫·穆斯林在伊斯坦堡科技大學學習工程科學時，受到穆斯托伐·巴爾札尼所領導的反伊拉克政府運動影響（第二次伊拉克-庫德戰爭），該次的失敗使得他在日後更加活躍。大學畢業後在沙烏地阿拉伯擔任化學工程師，直到1990年代回到敘利亞。
1998年加入敘利亞庫德斯坦民主黨, 是伊拉克库尔德斯坦民主党的分支。2003年因為失望該黨無法實現其目標而離開，轉而加入新成立的民主聯盟黨，為該黨的中央执行委员会委员，接著在2010年被選為黨魁。但該年他與妻子Ayşe Efendi隨即遭受敘利亞政府的拘禁，並逃往库尔德斯坦爱国联盟在伊拉克的營地。叙利亚内战爆發之後，2011年3月回到卡米什利。
在英國廣播公司新聞記者Orla Guerin2012年8月的專訪中，薩利赫·穆斯林否認他與库尔德斯坦工人党有"實際上的往來"。他也透漏他從2003年以來多次被巴沙尔·阿萨德政府關押。
2013年10月9日，薩利赫·穆斯林之子，人民保护部队的成員Shervan，在泰勒艾卜耶德對抗與基地组织相關的反抗軍時陣亡。Shervan被葬在家鄉科巴尼，有數千民眾參加喪禮。